# Liga Federal Femenina de Voleibol Argentino de 2023
La Liga Federal Femenina de Voleibol Argentino de 2023 fue la temporada correspondiente a ese año de la segunda división nacional para clubes de vóley femenino en dicho país. Se disputó íntegramente en el Nodo Tecnológico de la ciudad de La Banda (Santiago del Estero) entre el 7 y el 15 de febrero y otorgó dos ascensos a la Liga Femenina de Voleibol Argentino. El campeón fue el club rosarino Sonder, tras derrotar a Vélez Sarsfield en la final por 3 a 2 sets. Ambos equipos lograron así el ascenso a la máxima categoría nacional del voley femenino, retornando Vélez a la misma tras su descenso en 2022.

## Formato de competencia
Se definieron cuatro grupos, dos de seis y dos de cinco equipos en donde se enfrentaron en un sistema de todos contra todos. Luego, los equipos fueron ordenados del 1 al 22 según el puntaje obtenido. Del 1 al 16 disputaron un Play Off por el Campeonato con octavos de final, cuartos, semi y final, mientras que los restantes jugaron otro Play Off para definir las posiciones del 17 al 22.

## Equipos participantes
Los equipos que participaron de esta edición fueron:
| - Club Universitario de Córdoba - Club Brujas (Misiones) - Selección Juvenil Argentina - Dard (La Rioja) - Club Bell (Bell Ville) - Ateneo Voley (Santiago del Estero) - Banco Hispano (San Juan) - Velez Sarfield (CABA) - Armonía (Colón, Entre Ríos) - San Isidro (San Francisco (Córdoba)) - Ateneo (Catamarca) | - Fundarte Voley - Liniers de Bahía Blanca - San Martín (Mendoza) - Atlético San Jorge (Santa Fe) - Municipalidad Córdoba - Salta Voley - Bahiense del Norte - Sonder (Rosario) - Pedro Echagüe (Paraná) - San Martín Porres (Mendoza) - Instituto (Córdoba) |

## Primera fase

### Zona A
| Pos. | Equipo                        | Pts | Partidos | Partidos | Partidos | Sets | Sets | Sets  | Puntos | Puntos | Puntos |
| Pos. | Equipo                        | Pts | PJ       | PG       | PP       | SG   | SP   | SR    | PG     | PP     | PR     |
| ---- | ----------------------------- | --- | -------- | -------- | -------- | ---- | ---- | ----- | ------ | ------ | ------ |
| 1.º  | Club Bell (Bell Ville)        | 12  | 4        | 4        | 0        | 12   | 1    | 12.00 | 321    | 232    | 1.384  |
| 2.º  | Club Universitario de Córdoba | 8   | 4        | 3        | 1        | 10   | 7    | 1.43  | 393    | 346    | 1.136  |
| 3.º  | Dard (La Rioja)               | 6   | 4        | 2        | 2        | 7    | 8    | 0.88  | 326    | 328    | 0.994  |
| 4.º  | Club Brujas (Misiones)        | 3   | 4        | 1        | 3        | 5    | 9    | 0.56  | 281    | 325    | 0.865  |
| 5.º  | Selección Juvenil Argentina   | 1   | 4        | 0        | 4        | 3    | 12   | 0.25  | 264    | 354    | 0.746  |

|  | Avanza a play-offs |

#### Resultados
Fecha 1
| 7/2/2023 - 09:00 | Sel. Argentina | 0 - 3                         | C.A. y B. Bell | Estadio Nodo Tecnológico, Santiago del Estero |  |
|                  |                | ( 19/25 11/25 10/25 ) Reporte |                |                                               |  |

| 7/2/2023 - 09:00 | Brujas Misiones | 1 - 3                               | DARD | Cancha 2 Nodo Tec., Santiago del Estero |  |
|                  |                 | ( 25/22 19/25 14/25 14/25 ) Reporte |      |                                         |  |

Fecha 2
| 8/2/2023 - 11:00 | Universitario Cordoba | 3 - 2                                     | Sel. Argentina | Cancha 2 Nodo Tec., Santiago del Estero |  |
|                  |                       | ( 25/16 22/25 25/11 21/25 15/11 ) Reporte |                |                                         |  |

| 8/2/2023 - 11:00 | C.A. y B. Bell | 3 - 0   | DARD | Cancha 3 Nodo Tec., Santiago del Estero |  |
|                  |                | Reporte |      |                                         |  |

Fecha 3
| 9/2/2023 - 09:00 | Universitario Cordoba | 3 - 1                               | Brujas Misiones | Estadio Nodo Tecnológico, Santiago del Estero |  |
|                  |                       | ( 25/15 25/20 22/25 25/19 ) Reporte |                 |                                               |  |

| 9/2/2023 - 09:00 | DARD | 3 - 1                               | Sel. Argentina | Cancha 2 Nodo Tec., Santiago del Estero |  |
|                  |      | ( 25/21 21/25 25/11 25/23 ) Reporte |                |                                         |  |

Fecha 4
| 10/2/2023 - 11:00 | Brujas Misiones | 3 - 0                         | Sel. Argentina | Cancha 2 Nodo Tec., Santiago del Estero |  |
|                   |                 | ( 25/17 25/20 25/19 ) Reporte |                |                                         |  |

| 10/2/2023 - 11:00 | Universitario Córdoba | 1 - 3                               | C.A. y B. Bell | Cancha 3 Nodo Tec., Santiago del Estero |  |
|                   |                       | ( 25/21 22/25 17/25 23/25 ) Reporte |                |                                         |  |

Fecha 5
| 11/2/2023 - 09:00 | Universitario Cordoba | 3 - 1                               | DARD | Estadio Nodo Tecnológico, Santiago del Estero |  |
|                   |                       | ( 26/28 25/22 25/14 25/19 ) Reporte |      |                                               |  |

| 11/2/2023 - 09:00 | C.A. y B. Bell | 3 - 0                         | Brujas Misiones | Cancha 2 Nodo Tec., Santiago del Estero |  |
|                   |                | ( 25/16 25/20 25/19 ) Reporte |                 |                                         |  |

### Zona B
| Pos. | Equipo                             | Pts | Partidos | Partidos | Partidos | Sets | Sets | Sets | Puntos | Puntos | Puntos |
| Pos. | Equipo                             | Pts | PJ       | PG       | PP       | SG   | SP   | SR   | PG     | PP     | PR     |
| ---- | ---------------------------------- | --- | -------- | -------- | -------- | ---- | ---- | ---- | ------ | ------ | ------ |
| 1.º  | Vélez Sarsfield                    | 14  | 5        | 5        | 0        | 15   | 3    | 5.00 | 432    | 305    | 1.416  |
| 2.º  | Ateneo (Catamarca)                 | 10  | 5        | 3        | 2        | 11   | 7    | 1.57 | 395    | 373    | 1.059  |
| 3.º  | San Isidro (SF)                    | 7   | 5        | 2        | 3        | 12   | 13   | 0.92 | 533    | 531    | 1.004  |
| 4.º  | Ateneo Voley (Santiago del Estero) | 6   | 5        | 2        | 3        | 8    | 11   | 0.73 | 407    | 433    | 0.940  |
| 5.º  | La Armonía (ER)                    | 4   | 5        | 2        | 3        | 8    | 13   | 0.62 | 408    | 500    | 0.816  |
| 6.º  | Banco Hispano (San Juan)           | 4   | 5        | 1        | 4        | 6    | 13   | 0.46 | 405    | 438    | 0.925  |

|  | Avanza a play-offs |

#### Resultados
Fecha 1
| 7/2/2023 - 16:00 | Banco Hispano | 2 - 3                                     | C.A. San Isidro | Estadio Nodo Tecnológico, Santiago del Estero |  |
|                  |               | ( 25/23 25/18 22/25 21/25 11/15 ) Reporte |                 |                                               |  |

| 7/2/2023 - 16:00 | Vélez Sarsfield | 3 - 0                         | Ateneo Catamarca | Cancha 2 Nodo Tec., Santiago del Estero |  |
|                  |                 | ( 25/17 25/19 25/15 ) Reporte |                  |                                         |  |

| 7/2/2023 - 20:00 | Ateneo Sgo del Estero | 2 - 3                                     | La Armonía | Estadio Nodo Tecnológico, Santiago del Estero |  |
|                  |                       | ( 25/21 26/28 25/17 22/25 16/18 ) Reporte |            |                                               |  |

Fecha 2
| 8/2/2023 - 18:00 | Vélez Sarsfield | 3 - 1   | La Armonía | Cancha 3 Nodo Tec., Santiago del Estero |  |
|                  |                 | Reporte |            |                                         |  |

| 8/2/2023 - 20:00 | Ateneo Sgo del Estero | 3 - 2                                     | C.A. San Isidro | Cancha 2 Nodo Tec., Santiago del Estero |  |
|                  |                       | ( 21/25 25/23 25/22 19/25 19/17 ) Reporte |                 |                                         |  |

| 8/2/2023 - 20:00 | Banco Hispano | 1 - 3                               | Ateneo Catamarca | Cancha 3 Nodo Tec., Santiago del Estero |  |
|                  |               | ( 22/25 25/19 23/25 20/25 ) Reporte |                  |                                         |  |

Fecha 3
| 9/2/2023 - 16:00 | Vélez Sarsfield | 3 - 2                                     | C.A. San Isidro | Estadio Nodo Tecnológico, Santiago del Estero |  |
|                  |                 | ( 25/17 25/21 20/25 23/25 15/10 ) Reporte |                 |                                               |  |

| 9/2/2023 - 16:00 | La Armonía | 0 - 3                        | Ateneo Catamarca | Cancha 2 Nodo Tec., Santiago del Estero |  |
|                  |            | ( 20/25 17/25 9/25 ) Reporte |                  |                                         |  |

| 9/2/2023 - 20:00 | Ateneo Sgo del Estero | 3 - 0                         | Banco Hispano | Estadio Nodo Tecnológico, Santiago del Estero |  |
|                  |                       | ( 29/27 25/16 25/19 ) Reporte |               |                                               |  |

Fecha 4
| 10/2/2023 - 18:00 | Vélez Sarsfield | 3 - 0   | Banco Hispano | Cancha 3 Nodo Tec., Santiago del Estero |  |
|                   |                 | Reporte |               |                                         |  |

| 10/2/2023 - 20:00 | Ateneo Sgo del Estero | 0 - 3   | Ateneo Catamarca | Cancha 2 Nodo Tec., Santiago del Estero |  |
|                   |                       | Reporte |                  |                                         |  |

| 10/2/2023 - 20:00 | C.A. San Isidro | 2 - 3   | La Armonía | Cancha 3 Nodo Tec., Santiago del Estero |  |
|                   |                 | Reporte |            |                                         |  |

Fecha 5
| 11/2/2023 - 16:00 | C.A. San Isidro | 3 - 2   | Ateneo Catamarca | Estadio Nodo Tecnológico, Santiago del Estero |  |
|                   |                 | Reporte |                  |                                               |  |

| 11/2/2023 - 16:00 | Banco Hispano | 3 - 1   | La Armonía | Cancha 2 Nodo Tec., Santiago del Estero |  |
|                   |               | Reporte |            |                                         |  |

| 11/2/2023 - 20:00 | Vélez Sarsfield | 3 - 0   | Ateneo Sgo del Estero | Estadio Nodo Tecnológico, Santiago del Estero |  |
|                   |                 | Reporte |                       |                                               |  |

### Zona C
| Pos. | Equipo               | Pts | Partidos | Partidos | Partidos | Sets | Sets | Sets | Puntos | Puntos | Puntos |
| Pos. | Equipo               | Pts | PJ       | PG       | PP       | SG   | SP   | SR   | PG     | PP     | PR     |
| ---- | -------------------- | --- | -------- | -------- | -------- | ---- | ---- | ---- | ------ | ------ | ------ |
| 1.º  | Municipalidad de CBA | 12  | 4        | 4        | 0        | 12   | 2    | 6,00 | 351    | 295    | 1,190  |
| 2.º  | Atl. San Jorge       | 9   | 4        | 3        | 1        | 10   | 5    | 2,00 | 354    | 319    | 1,110  |
| 3.º  | FUNDARTE             | 6   | 4        | 2        | 2        | 7    | 8    | 0,88 | 330    | 351    | 0,940  |
| 4.º  | San Martin de MZA    | 3   | 4        | 1        | 3        | 5    | 9    | 0,56 | 310    | 340    | 0,912  |
| 5.º  | Liniers Bahia Blanca | 0   | 4        | 0        | 4        | 2    | 12   | 0,17 | 326    | 366    | 0,891  |

|  | Avanza a play-offs |

#### Resultados
Fecha 1
| 7/2/2023 - 11:00 | Atl. San Jorge | 3 - 1   | San Martin de MZA | Estadio Nodo Tecnológico, Santiago del Estero |  |
|                  |                | Reporte |                   |                                               |  |

| 7/2/2023 - 11:00 | Liniers Bahia Blanca | 1 - 3   | FUNDARTE | Cancha 2 Nodo Tec., Santiago del Estero |  |
|                  |                      | Reporte |          |                                         |  |

Fecha 2
| 8/2/2023 - 09:00 | Municipalidad de CBA | 3 - 0   | San Martin de MZA | Cancha 2 Nodo Tec., Santiago del Estero |  |
|                  |                      | Reporte |                   |                                         |  |

| 8/2/2023 - 09:00 | FUNDARTE | 0 - 3   | Atl. San Jorge | Cancha 3 Nodo Tec., Santiago del Estero |  |
|                  |          | Reporte |                |                                         |  |

Fecha 3
| 9/2/2023 - 11:00 | Municipalidad de CBA | 3 - 0                         | Liniers Bahia Blanca | Estadio Nodo Tecnológico, Santiago del Estero |  |
|                  |                      | ( 25/20 25/21 30/28 ) Reporte |                      |                                               |  |

| 9/2/2023 - 11:00 | FUNDARTE | 3 - 1                               | San Martin de MZA | Cancha 2 Nodo Tec., Santiago del Estero |  |
|                  |          | ( 25/19 21/25 25/21 25/22 ) Reporte |                   |                                         |  |

Fecha 4
| 10/2/2023 - 09:00 | Municipalidad de CBA | 3 - 1   | Atl. San Jorge | Cancha 2 Nodo Tec., Santiago del Estero |  |
|                   |                      | Reporte |                |                                         |  |

| 10/2/2023 - 09:00 | San Martin de MZA | 3 - 0   | Liniers Bahia Blanca | Cancha 3 Nodo Tec., Santiago del Estero |  |
|                   |                   | Reporte |                      |                                         |  |

Fecha 5
| 11/2/2023 - 11:00 | Municipalidad de CBA | 3 - 1   | FUNDARTE | Estadio Nodo Tecnológico, Santiago del Estero |  |
|                   |                      | Reporte |          |                                               |  |

| 11/2/2023 - 11:00 | Atl. San Jorge | 3 - 1   | Liniers Bahia Blanca | Cancha 2 Nodo Tec., Santiago del Estero |  |
|                   |                | Reporte |                      |                                         |  |

### Zona D
| Pos. | Equipo               | Pts | Partidos | Partidos | Partidos | Sets | Sets | Sets | Puntos | Puntos | Puntos |
| Pos. | Equipo               | Pts | PJ       | PG       | PP       | SG   | SP   | SR   | PG     | PP     | PR     |
| ---- | -------------------- | --- | -------- | -------- | -------- | ---- | ---- | ---- | ------ | ------ | ------ |
| 1.º  | Sonder               | 13  | 5        | 4        | 1        | 14   | 3    | 4,67 | 406    | 293    | 1,386  |
| 2.º  | Instituto            | 12  | 5        | 4        | 1        | 12   | 4    | 3,00 | 370    | 311    | 1,190  |
| 3.º  | San Martin de Porres | 11  | 5        | 4        | 1        | 13   | 6    | 2,17 | 427    | 399    | 1,070  |
| 4.º  | Bahiense del Norte   | 3   | 5        | 1        | 4        | 4    | 12   | 0,33 | 309    | 381    | 0,811  |
| 5.º  | Echagüe              | 3   | 5        | 1        | 4        | 4    | 13   | 0,31 | 357    | 411    | 0,869  |
| 6.º  | Salta Voley          | 3   | 5        | 1        | 4        | 4    | 13   | 0,31 | 333    | 407    | 0,818  |

|  | Avanza a play-offs |

#### Resultados
Fecha 1
| 7/2/2023 - 18:00 | Instituto | 3 - 0   | Bahiense del Norte | Estadio Nodo Tecnológico, Santiago del Estero |  |
|                  |           | Reporte |                    |                                               |  |

| 7/2/2023 - 18:00 | Echagüe | 0 - 3   | San Martin de Porres | Cancha 2 Nodo Tec., Santiago del Estero |  |
|                  |         | Reporte |                      |                                         |  |

| 7/2/2023 - 20:00 | Sonder | 3 - 0                        | Salta Voley | Cancha 2 Nodo Tec., Santiago del Estero |  |
|                  |        | ( 25/8 25/17 25/11 ) Reporte |             |                                         |  |

Fecha 2
| 8/2/2023 - 16:00 | Sonder | 2 - 3                                     | San Martin de Porres | Cancha 2 Nodo Tec., Santiago del Estero |  |
|                  |        | ( 22/25 25/20 25/15 17/25 16/18 ) Reporte |                      |                                         |  |

| 8/2/2023 - 16:00 | Instituto | 3 - 0                         | Salta Voley | Cancha 3 Nodo Tec., Santiago del Estero |  |
|                  |           | ( 25/14 25/18 25/23 ) Reporte |             |                                         |  |

| 8/2/2023 - 18:00 | Echagüe | 3 - 1                               | Bahiense del Norte | Cancha 2 Nodo Tec., Santiago del Estero |  |
|                  |         | ( 19/25 25/18 25/20 25/20 ) Reporte |                    |                                         |  |

Fecha 3
| 9/2/2023 - 15:30 | San Martin de Porres | 3 - 1                               | Salta Voley | Estadio Nodo Tecnológico, Santiago del Estero |  |
|                  |                      | ( 23/25 25/13 25/23 25/21 ) Reporte |             |                                               |  |

| 9/2/2023 - 18:00 | Echagüe | 0 - 3                         | Instituto | Cancha 2 Nodo Tec., Santiago del Estero |  |
|                  |         | ( 15/25 19/25 22/25 ) Reporte |           |                                         |  |

| 9/2/2023 - 20:00 | Sonder | 3 - 0                         | Bahiense del Norte | Cancha 2 Nodo Tec., Santiago del Estero |  |
|                  |        | ( 25/10 25/14 25/19 ) Reporte |                    |                                         |  |

Fecha 4
| 10/2/2023 - 16:00 | Sonder | 3 - 0   | Instituto | Cancha 2 Nodo Tec., Santiago del Estero |  |
|                   |        | Reporte |           |                                         |  |

| 10/2/2023 - 16:00 | Bahiense del Norte | 0 - 3   | San Martin de Porres | Cancha 3 Nodo Tec., Santiago del Estero |  |
|                   |                    | Reporte |                      |                                         |  |

| 10/2/2023 - 18:00 | Echagüe | 1 - 3   | Salta Voley | Cancha 2 Nodo Tec., Santiago del Estero |  |
|                   |         | Reporte |             |                                         |  |

Fecha 5
| 11/2/2023 - 18:00 | Sonder | 3 - 0   | Echagüe | Estadio Nodo Tecnológico, Santiago del Estero |  |
|                   |        | Reporte |         |                                               |  |

| 11/2/2023 - 18:00 | Bahiense del Norte | 3 - 0   | Salta Voley | Cancha 2 Nodo Tec., Santiago del Estero |  |
|                   |                    | Reporte |             |                                         |  |

| 11/2/2023 - 20:00 | Instituto | 3 - 1   | San Martin de Porres | Cancha 2 Nodo Tec., Santiago del Estero |  |
|                   |           | Reporte |                      |                                         |  |

## Definición del 17º al 22º puesto

### Grupo E
| Pos. | Equipo               | Pts | Partidos | Partidos | Partidos | Sets | Sets | Sets | Puntos | Puntos | Puntos |
| Pos. | Equipo               | Pts | PJ       | PG       | PP       | SG   | SP   | SR   | PG     | PP     | PR     |
| ---- | -------------------- | --- | -------- | -------- | -------- | ---- | ---- | ---- | ------ | ------ | ------ |
| 1.º  | Banco Hispano        | 6   | 2        | 2        | 0        | 6    | 1    | 6.00 | 167    | 141    | 1.184  |
| 2.º  | Liniers Bahia Blanca | 2   | 2        | 1        | 1        | 4    | 5    | 0.80 | 186    | 186    | 1.000  |
| 3.º  | La Armonia           | 1   | 2        | 0        | 2        | 2    | 6    | 0.33 | 147    | 173    | 0.850  |

#### Resultados
| 12/02/2023 - 15:00 | La Armonía | 0 - 3   | Banco Hispano | Cancha 2 Nodo Tec., Santiago del Estero |  |
|                    |            | Reporte |               |                                         |  |

| 13/02/2023 - 15:00 | Liniers Bahia Blanca | 1 - 3   | Banco Hispano | Cancha 2 Nodo Tec., Santiago del Estero |  |
|                    |                      | Reporte |               |                                         |  |

| 14/02/2023 - 15:00 | La Armonía | 2 - 3   | Liniers Bahia Blanca | Cancha 3 Nodo Tec., Santiago del Estero |  |
|                    |            | Reporte |                      |                                         |  |

### Grupo F
| Pos. | Equipo         | Pts | Partidos | Partidos | Partidos | Sets | Sets | Sets | Puntos | Puntos | Puntos |
| Pos. | Equipo         | Pts | PJ       | PG       | PP       | SG   | SP   | SR   | PG     | PP     | PR     |
| ---- | -------------- | --- | -------- | -------- | -------- | ---- | ---- | ---- | ------ | ------ | ------ |
| 1.º  | Salta Voley    | 6   | 2        | 2        | 0        | 6    | 2    | 3.00 | 192    | 154    | 1.247  |
| 2.º  | Echagüe        | 2   | 2        | 1        | 1        | 4    | 5    | 0.80 | 184    | 201    | 0.915  |
| 3.º  | Sel. Argentina | 1   | 2        | 0        | 2        | 3    | 6    | 0.50 | 183    | 204    | 0.897  |

#### Resultados
| 12/02/2023 - 15:00 | Echagüe | 1 - 3   | Salta Voley | Cancha 3 Nodo Tec., Santiago del Estero |  |
|                    |         | Reporte |             |                                         |  |

| 13/02/2023 - 15:00 | Sel. Argentina | 1 - 3   | Salta Voley | Estadio Nodo Tecnológico, Santiago del Estero |  |
|                    |                | Reporte |             |                                               |  |

| 14/02/2023 - 15:00 | Echagüe | 3 - 2   | Sel. Argentina | Cancha 2 Nodo Tec., Santiago del Estero |  |
|                    |         | Reporte |                |                                         |  |

##### Partido por el 21º puesto
| 15/02/2023 - 08:30 | La Armonía | 1 - 3   | Sel. Argentina | Cancha 3 Nodo Tec., Santiago del Estero |  |
|                    |            | Reporte |                |                                         |  |

##### Partido por el 19º puesto
| 15/02/2023 - 08:30 | Liniers Bahia Blanca | 0 - 3   | Echagüe | Cancha 2 Nodo Tec., Santiago del Estero |  |
|                    |                      | Reporte |         |                                         |  |

##### Partido por el 17º puesto
| 15/02/2023 - 10:00 | Salta Voley | 3 - 0   | Banco Hispano | Cancha 3 Nodo Tec., Santiago del Estero |  |
|                    |             | Reporte |               |                                         |  |

## Play-off del 9º al 16º puesto
|  | Octavos de final      | Octavos de final |                  |                 | Semifinales | Semifinales |  |      | Final      | Final      |  |
|  | 13/02/2023            | 13/02/2023       |                  |                 | 14/02/2023  | 14/02/2023  |  |      | 15/02/2023 | 15/02/2023 |  |
|  |                       |                  |                  |                 |             |             |  |      |            |            |  |
|  |                       |                  |                  |                 |             |             |  |      |            |            |  |
|  | Ateneo Sgo del Estero | 0                |                  |                 |             |             |  |      |            |            |  |
|  | Ateneo Sgo del Estero | 0                |                  |                 |             |             |  |      |            |            |  |
|  | C.A. San Isidro       | 3                |                  |                 |             |             |  |      |            |            |  |
|  | C.A. San Isidro       | 3                |                  | C.A. San Isidro | 1           |             |  |      |            |            |  |
|  |                       |                  |                  | C.A. San Isidro | 1           |             |  |      |            |            |  |
|  |                       |                  | Ateneo Catamarca | 3               |             |             |  |      |            |            |  |
|  | Bahiense del Norte    | 2                | Ateneo Catamarca | 3               |             |             |  |      |            |            |  |
|  | Bahiense del Norte    | 2                |                  |                 |             |             |  |      |            |            |  |
|  | Ateneo Catamarca      | 3                |                  |                 |             |             |  |      |            |            |  |
|  | Ateneo Catamarca      | 3                |                  |                 |             |             |  | DARD | 2          |            |  |
|  |                       |                  |                  |                 |             |             |  | DARD | 2          |            |  |
|  |                       |                  | Ateneo Catamarca | 3               |             |             |  |      |            |            |  |
|  | San Martín de MZA     | 1                | Ateneo Catamarca | 3               |             |             |  |      |            |            |  |
|  | San Martín de MZA     | 1                |                  |                 |             |             |  |      |            |            |  |
|  | Fundarte              | 3                |                  |                 |             |             |  |      |            |            |  |
|  | Fundarte              | 3                |                  | Fundarte        | 0           |             |  |      |            |            |  |
|  |                       |                  |                  | Fundarte        | 0           |             |  |      |            |            |  |
|  |                       |                  | DARD             | 3               |             |             |  |      |            |            |  |
|  | Brujas                | 1                | DARD             | 3               |             |             |  |      |            |            |  |
|  | Brujas                | 1                |                  |                 |             |             |  |      |            |            |  |
|  | DARD                  | 3                |                  |                 |             |             |  |      |            |            |  |
|  | DARD                  | 3                |                  |                 |             |             |  |      |            |            |  |
|  |                       |                  |                  |                 |             |             |  |      |            |            |  |

### Resultados

#### Cuartos de final 9º al 16º puesto
| 13/02/2023 - 09:00 | Ateneo Sgo del Estero | 0 - 3                         | C.A. San Isidro | Cancha 2 Nodo Tec., Santiago del Estero |  |
|                    |                       | ( 20/25 20/25 18/25 ) Reporte |                 |                                         |  |

| 13/02/2023 - 09:00 | Bahiense del Norte | 2 - 3                                     | Ateneo Catamarca | Estadio Nodo Tecnológico, Santiago del Estero |  |
|                    |                    | ( 25/18 25/11 21/25 22/25 12/15 ) Reporte |                  |                                               |  |

| 13/02/2023 - 11:00 | San Martin de MZA | 1 - 3   | FUNDARTE | Estadio Nodo Tecnológico, Santiago del Estero |  |
|                    |                   | Reporte |          |                                               |  |

| 13/02/2023 - 11:00 | Brujas Misiones | 1 - 3   | DARD | Cancha 2 Nodo Tec., Santiago del Estero |  |
|                    |                 | Reporte |      |                                         |  |

#### Semifinales 13º al 16º puesto
| 14/02/2023 - 09:00 | Ateneo Sgo del Estero | 0 - 3   | Bahiense del Norte | Cancha 2 Nodo Tec., Santiago del Estero |  |
|                    |                       | Reporte |                    |                                         |  |

| 14/02/2023 - 09:00 | San Martin de MZA | 1 - 3   | Brujas Misiones | Cancha 3 Nodo Tec., Santiago del Estero |  |
|                    |                   | Reporte |                 |                                         |  |

#### Semifinales 9º al 12º puesto
| 14/02/2023 - 11:00 | C.A. San Isidro | 1 - 3   | Ateneo Catamarca | Cancha 2 Nodo Tec., Santiago del Estero |  |
|                    |                 | Reporte |                  |                                         |  |

| 14/02/2023 - 11:00 | FUNDARTE | 0 - 3                         | DARD | Cancha 3 Nodo Tec., Santiago del Estero |  |
|                    |          | ( 16/25 20/25 15/25 ) Reporte |      |                                         |  |

#### Partido por el 15.º puesto
| 15/02/2023 - 10:00 | Ateneo Santiago del Estero | 3 - 1                               | San Martin de MZA | Cancha 2 Nodo Tec., Santiago del Estero |  |
|                    |                            | ( 19/25 25/20 28/26 26/24 ) Reporte |                   |                                         |  |

#### Partido por el 13.º puesto
| 15/02/2023 - 11:30 | Brujas (Misiones) | 3 - 2                                    | Bahiense del Norte | Cancha 3 Nodo Tec., Santiago del Estero |  |
|                    |                   | ( 16/25 25/16 18/25 25/17 15/8 ) Reporte |                    |                                         |  |

#### Partido por el 11.º puesto
| 15/02/2023 - 11:30 | C.A. San Isidro | 3 - 2                                     | Fundarte | Cancha 2 Nodo Tec., Santiago del Estero |  |
|                    |                 | ( 25/22 25/18 25/27 24/26 16/14 ) Reporte |          |                                         |  |

#### Partido por el 9º puesto
| 15/02/2023 - 13:00 | Ateneo Catamarca | 3 - 2                                    | DARD | Cancha 3 Nodo Tec., Santiago del Estero |  |
|                    |                  | ( 25/21 25/18 26/28 21/25 15/7 ) Reporte |      |                                         |  |

## Play-offs
|  | Octavos de final         | Octavos de final |                      |                    | Cuartos de final | Cuartos de final |  |                 | Semifinales | Semifinales |           |              | Final         | Final |  |
|  |                          |                  |                      |                    |                  |                  |  |                 |             |             |           |              |               |       |  |
|  |                          |                  |                      |                    |                  |                  |  |                 |             |             |           |              |               |       |  |
|  | Club Bell                | 3                |                      |                    |                  |                  |  |                 |             |             |           |              |               |       |  |
|  | Club Bell                | 3                |                      |                    |                  |                  |  |                 |             |             |           |              |               |       |  |
|  | Bahiense del Norte       | 0                |                      |                    |                  |                  |  |                 |             |             |           |              |               |       |  |
|  | Bahiense del Norte       | 0                |                      | Club Bell          | 3                |                  |  |                 |             |             |           |              |               |       |  |
|  |                          |                  |                      | Club Bell          | 3                |                  |  |                 |             |             |           |              |               |       |  |
|  |                          |                  | San Martin de Porres | 0                  |                  |                  |  |                 |             |             |           |              |               |       |  |
|  | Ateneo Catamarca         | 0                | San Martin de Porres | 0                  |                  |                  |  |                 |             |             |           |              |               |       |  |
|  | Ateneo Catamarca         | 0                |                      |                    |                  |                  |  |                 |             |             |           |              |               |       |  |
|  | San Martín de Porres     | 3                |                      |                    |                  |                  |  |                 |             |             |           |              |               |       |  |
|  | San Martín de Porres     | 3                |                      |                    |                  |                  |  | Sonder          | 3           |             |           |              |               |       |  |
|  |                          |                  |                      |                    |                  |                  |  | Sonder          | 3           |             |           |              |               |       |  |
|  |                          |                  | Club Bell            | 1                  |                  |                  |  |                 |             |             |           |              |               |       |  |
|  | Instituto                | 3                | Club Bell            | 1                  |                  |                  |  |                 |             |             |           |              |               |       |  |
|  | Instituto                | 3                |                      |                    |                  |                  |  |                 |             |             |           |              |               |       |  |
|  | CA San Isidro            | 0                |                      |                    |                  |                  |  |                 |             |             |           |              |               |       |  |
|  | CA San Isidro            | 0                |                      | Instituto          | 0                |                  |  |                 |             |             |           |              |               |       |  |
|  |                          |                  |                      | Instituto          | 0                |                  |  |                 |             |             |           |              |               |       |  |
|  |                          |                  | Sonder               | 3                  |                  |                  |  |                 |             |             |           |              |               |       |  |
|  | Sonder                   | 3                | Sonder               | 3                  |                  |                  |  |                 |             |             |           |              |               |       |  |
|  | Sonder                   | 3                |                      |                    |                  |                  |  |                 |             |             |           |              |               |       |  |
|  | Ateneo (Sgo. del Estero) | 0                |                      |                    |                  |                  |  |                 |             |             |           |              |               |       |  |
|  | Ateneo (Sgo. del Estero) | 0                |                      |                    |                  |                  |  |                 |             |             |           | Sonder       | 3             |       |  |
|  |                          |                  |                      |                    |                  |                  |  |                 |             |             |           | Sonder       | 3             |       |  |
|  |                          |                  | Vélez Sarsfield      | 2                  |                  |                  |  |                 |             |             |           |              |               |       |  |
|  | Velez Sarsfield          | 3                | Vélez Sarsfield      | 2                  |                  |                  |  |                 |             |             |           |              |               |       |  |
|  | Velez Sarsfield          | 3                |                      |                    |                  |                  |  |                 |             |             |           |              |               |       |  |
|  | San Martín (MZA)         | 0                |                      |                    |                  |                  |  |                 |             |             |           |              |               |       |  |
|  | San Martín (MZA)         | 0                |                      | Velez Sarsfield    | 3                |                  |  |                 |             |             |           |              |               |       |  |
|  |                          |                  |                      | Velez Sarsfield    | 3                |                  |  |                 |             |             |           |              |               |       |  |
|  |                          |                  | San Jorge            | 1                  |                  |                  |  |                 |             |             |           |              |               |       |  |
|  | San Jorge                | 3                | San Jorge            | 1                  |                  |                  |  |                 |             |             |           |              |               |       |  |
|  | San Jorge                | 3                |                      |                    |                  |                  |  |                 |             |             |           |              |               |       |  |
|  | Fundarte                 | 0                |                      |                    |                  |                  |  |                 |             |             |           |              |               |       |  |
|  | Fundarte                 | 0                |                      |                    |                  |                  |  | Velez Sarsfield | 3           |             |           |              |               |       |  |
|  |                          |                  |                      |                    |                  |                  |  | Velez Sarsfield | 3           |             |           |              |               |       |  |
|  |                          |                  | Munic. de CBA        | 1                  |                  |                  |  |                 |             |             |           |              |               |       |  |
|  | Club Universitario       | 3                | Munic. de CBA        | 1                  |                  |                  |  |                 |             |             |           |              |               |       |  |
|  | Club Universitario       | 3                |                      |                    |                  |                  |  |                 |             |             |           |              |               |       |  |
|  | DARD                     | 0                |                      |                    |                  |                  |  |                 |             |             |           |              |               |       |  |
|  | DARD                     | 0                |                      | Club Universitario | 0                |                  |  |                 |             |             |           | Tercer lugar | Tercer lugar  |       |  |
|  |                          |                  |                      | Club Universitario | 0                |                  |  |                 |             |             |           | Tercer lugar | Tercer lugar  |       |  |
|  |                          |                  | Munic. de CBA        | 3                  |                  |                  |  |                 |             |             |           |              |               |       |  |
|  | Munic. de CBA            | 3                | Munic. de CBA        | 3                  |                  |                  |  |                 |             |             | Club Bell | 3            |               |       |  |
|  | Munic. de CBA            | 3                |                      |                    |                  |                  |  |                 |             |             | Club Bell | 3            |               |       |  |
|  | Brujas                   | 0                |                      |                    |                  |                  |  |                 |             |             |           |              | Munic. de CBA | 0     |  |
|  | Brujas                   | 0                |                      |                    |                  |                  |  |                 |             |             |           |              | Munic. de CBA | 0     |  |
|  |                          |                  |                      |                    |                  |                  |  |                 |             |             |           |              |               |       |  |

### Resultados

#### Octavos de final
| 12/2/2023 - 09:00 | Sonder | 3 - 0                         | Ateneo Sgo del Estero | Cancha 2 Nodo Tec., Santiago del Estero |  |
|                   |        | ( 25/10 25/17 25/15 ) Reporte |                       |                                         |  |

| 12/2/2023 - 09:00 | Instituto | 3 - 0                         | C.A. San Isidro | Cancha 3 Nodo Tec., Santiago del Estero |  |
|                   |           | ( 25/20 25/22 25/13 ) Reporte |                 |                                         |  |

| 12/2/2023 - 11:00 | C.A. y B. Bell | 3 - 0                         | Bahiense del Norte | Cancha 2 Nodo Tec., Santiago del Estero |  |
|                   |                | ( 25/13 25/21 27/25 ) Reporte |                    |                                         |  |

| 12/2/2023 - 11:00 | Ateneo Catamarca | 0 - 3                         | San Martin de Porres | Cancha 3 Nodo Tec., Santiago del Estero |  |
|                   |                  | ( 10/25 14/25 23/25 ) Reporte |                      |                                         |  |

| 12/2/2023 - 17:00 | Vélez Sarsfield | 3 - 0                         | San Martin de MZA | Cancha 2 Nodo Tec., Santiago del Estero |  |
|                   |                 | ( 25/23 25/22 25/14 ) Reporte |                   |                                         |  |

| 12/2/2023 - 17:00 | Atl. San Jorge | 3 - 0                         | FUNDARTE | Cancha 3 Nodo Tec., Santiago del Estero |  |
|                   |                | ( 25/15 25/20 25/19 ) Reporte |          |                                         |  |

| 12/2/2023 - 19:00 | Municipalidad de CBA | 3 - 0                         | Brujas Misiones | Cancha 2 Nodo Tec., Santiago del Estero |  |
|                   |                      | ( 25/13 25/21 25/21 ) Reporte |                 |                                         |  |

| 12/2/2023 - 19:00 | Universitario Cordoba | 3 - 0                         | DARD | Cancha 3 Nodo Tec., Santiago del Estero |  |
|                   |                       | ( 25/23 25/20 25/18 ) Reporte |      |                                         |  |

##### Semifinal del 5º al 8º puesto
| 14/02/2023 - 17:00 | Instituto | 3 - 2                                     | San Martin de Porres | Cancha 2 Nodo Tec., Santiago del Estero |  |
|                    |           | ( 20/25 27/25 18/25 25/20 16/14 ) Reporte |                      |                                         |  |

| 14/02/2023 - 17:00 | Atl. San Jorge | 3 - 1                               | Universitario Cordoba | Cancha 3 Nodo Tec., Santiago del Estero |  |
|                    |                | ( 29/27 21/25 25/23 25/22 ) Reporte |                       |                                         |  |

##### Partido por el 7º puesto
| 15/02/2023 - 13:00 | San Martin de Porres | 2 - 3                                     | Universitario Cordoba | Cancha 2 Nodo Tec., Santiago del Estero |  |
|                    |                      | ( 25/18 25/15 22/25 20/25 14/16 ) Reporte |                       |                                         |  |

##### Partido por el 5º puesto
| 15/02/2023 - 15:00 | Instituto | 3 - 0                         | Atl. San Jorge | Cancha 3 Nodo Tec., Santiago del Estero |  |
|                    |           | ( 25/20 25/19 25/13 ) Reporte |                |                                         |  |

#### Cuartos de final
| 13/02/2023 - 17:00 | Sonder | 3 - 0                         | Instituto | Cancha 2 Nodo Tec., Santiago del Estero |  |
|                    |        | ( 25/20 25/19 25/14 ) Reporte |           |                                         |  |

| 13/02/2023 - 17:00 | C.A. y B. Bell | 3 - 0                         | San Martin de Porres | Estadio Nodo Tecnológico, Santiago del Estero |  |
|                    |                | ( 25/18 25/17 25/22 ) Reporte |                      |                                               |  |

| 13/02/2023 - 19:00 | Vélez Sarsfield | 3 - 1                               | Atl. San Jorge | Estadio Nodo Tecnológico, Santiago del Estero |  |
|                    |                 | ( 19/25 25/19 25/21 25/13 ) Reporte |                |                                               |  |

| 13/02/2023 - 19:00 | Municipalidad de CBA | 3 - 0                         | Universitario Córdoba | Cancha 2 Nodo Tec., Santiago del Estero |  |
|                    |                      | ( 25/19 25/20 25/18 ) Reporte |                       |                                         |  |

#### Semifinal
| 14/02/2023 - 18:00 | Sonder | 3 - 1                              | Club Bell | Estadio Nodo Tecnológico, Santiago del Estero |  |
|                    |        | ( 25/23 22/25 25/9 25/22 ) Reporte |           |                                               |  |

| 14/02/2023 - 19:00 | Vélez Sarsfield | 3 - 1                               | Municipalidad de CBA | Cancha 2 Nodo Tec., Santiago del Estero |  |
|                    |                 | ( 21/25 25/15 25/23 25/19 ) Reporte |                      |                                         |  |

#### Partido por el tercer puesto
| 15/2/2023 - 15:00 | Municipalidad de CBA | 0 - 3                         | C.A. y B. Bell | Cancha 2 Nodo Tec. Santiago del Estero, Santiago del Estero |  |
|                   |                      | ( 22/25 15/25 26/28 ) Reporte |                |                                                             |  |

#### Final
| 15/2/2023 - 17:00 | Sonder | 3 - 2                                     | Vélez Sarsfield | Estadio Nodo Tecnológico, Santiago del Estero |  |
|                   |        | ( 15/25 22/25 25/22 25/16 15/11 ) Reporte |                 |                                               |  |

## Posiciones finales
| 1  | Sonder                     |
| 2  | Vélez                      |
| 3  | Club Bell                  |
| 4  | Municipalidad de Córdoba   |
| 5  | Instituto                  |
| 6  | San Jorge                  |
| 7  | Universitario Córdoba      |
| 8  | San Martín de Porres       |
| 9  | Ateneo de Catamarca        |
| 10 | Club DARD                  |
| 11 | San Isidro Cba             |
| 12 | Fundarte                   |
| 13 | Brujas                     |
| 14 | Bahiense del Norte         |
| 15 | Ateneo Santiago del Estero |
| 16 | San Martín Mza             |
| 17 | Salta Voley                |
| 18 | Banco Hispano              |
| 19 | Echagüe                    |
| 20 | Liniers                    |
| 21 | Selección Argentina        |
| 22 | La Armonía                 |